# Barbiellinia hirta
Barbiellinia hirta är en tvåvingeart som beskrevs av Mario Bezzi 1922. Barbiellinia hirta ingår i släktet Barbiellinia och familjen vapenflugor. Inga underarter finns listade i Catalogue of Life.